# Стрелковка (Калужка област)
Стрелковка е село в Жуковски район на Калужка област в Русия на брега на река Угодка.
Селото се намира на 5 километра от областния център – град Жуков.

## Известни личности
В Стрелковка е роден Георгий Константинович Жуков. В негова чест в селото е издигнат мемориален паметник – архитектурно-скулптурната композиция „Родината на маршал Жуков“ (скулптор – В. Х. Думанян, архитект – Е. И. Киреев, откриване – 16 юли 1988 г.). Родната къща на Жуков е превърната в музей и е реставрирана.